# Villeneuve-Saint-Salves
Villeneuve-Saint-Salves é uma comuna francesa na região administrativa de Borgonha-Franco-Condado, no departamento de Yonne. Estende-se por uma área de 6,94 km². Em 2010 a comuna tinha 256 habitantes (densidade: 36,9 hab./km²).